# Torre Eduard Noguera
La Torre Eduard Noguera és una obra de Matadepera (Vallès Occidental) protegida com a Bé Cultural d'Interès Local.

## Descripció
Torre de tres plantes i mirador. Edifici on predomina la verticalitat donada l'estructura del terreny. La coberta és composta i consta de diferents nivells. El ràfec presenta un voladís considerable amb pocs permòdols. Té un extens porxo i terrassa superior que dominen la façana principal. Les façanes són arrebossades en la totalitat i mostren un arrambador de calcària. De la torre mirador destaca un únic finestral per façana. La tanca de la finca presenta paredat de calcària i arrebossat.

## Història
És un notable exponent de casa d'estiueig de la primera meitat del segle xx, moment en què s'urbanitza la zona de la Muntanyeta. En aquest cas ha predominat una certa monumentalitat constructiva, freqüent a l'època en què s'inicien aquestes construccions.